# Фотон (бейсбольный клуб)
«Фотон» — советский и украинский мужской бейсбольный клуб, город Симферополь. Заводская команда Симферопольского завода телевизоров имени 50-летия СССР «Фотон». Бронзовый призёр Чемпионата СССР, чемпион и многократный призёр Чемпионатов Украины.

## История
Телезавод «Фотон» был спонсором и владельцем одной из первых команд по бейсболу в СССР. В 1986 году бейсбол вошёл в число олимпийских видов спорта. История крымского бейсбола началась с августа 1987 года, когда была сформирована симферопольская команда «Фотон», костяк которой составили бывшие гандболисты. Развитие игры опекал начальник учебно-спортивного отдела спорткомитета Крыма В. Сухачёв. В качестве тренеров-консультантов привлекались студенты ВУЗов Симферополя из Кубы и Никарагуа.

## Достижения
Среди украинских команд Чемпионата СССР: «Бытовик» и ШВСМ из Киева (в будущем — «Альянс», многократный чемпион независимой Украины), Одесса, Симферополь, Ильичёвск, Луганск, Черновцы, Берегово, было разыграно неофициальное первенство УССР, где команда «Фотон» в 1988 году заняла второе место, а в 1990 году сборная Крыма на её основе победила в Спартакиаде УССР.
Заводская команда выступила в высшей лиге Чемпионата СССР по бейсболу 1989 года, где заняла пятое место. В 1990 году команду тренировал лицензированный специалист из Венесуэлы, бывший профессиональный кетчер Виктор Коллина (завод рассчитывался за контракт телевизорами). Под его руководством она вышла в финал первого Кубка СССР по бейсболу, а также завоевала бронзовые медали Чемпионата СССР 1990 года (игроки получили звание мастеров спорта СССР).
В 1991 году она стала бронзовым призёром в чемпионате Украины.
В 1992 году стала серебряным призёром.
В 1993 году выступила на Чемпионате Украины с тремя другими симферопольскими командами и стала третьими.
В 1995 году снялась с чемпионата по финансово-организационным причинам.
В 1996 году стала бронзовым призёром.
С финансовыми проблемами предприятия в середине-конце 1990-х прекратила существование. Традиции «Фотона» продолжает бейсбольная команда «Скиф».

## Статистика

### СССР
| Сезон | Дивизион         | Раунд  | Место в чемпионате | И             | В             | П             | ОН            | ОП            | О             | Кубок СССР | Примечание |
| ----- | ---------------- | ------ | ------------------ | ------------- | ------------- | ------------- | ------------- | ------------- | ------------- | ---------- | ---------- |
| 1989  | Высшая лига СССР | Этап 1 | 2 из 6             | 5             | 4             | 1             | 78            | 42            | 8             | -          | [ 8 ]      |
| 1989  | Высшая лига СССР | Этап 2 | 2 из 6             | 5             | 3             | 2             | 73            | 70            | 6             | -          | [ 8 ]      |
| 1989  | Высшая лига СССР | Этап 3 | 5 из 8             | 7             | 3             | 4             | 61            | 79            | 6             | -          | [ 8 ]      |
| 1989  | Высшая лига СССР | Этап 4 | Не участвовал      | Не участвовал | Не участвовал | Не участвовал | Не участвовал | Не участвовал | Не участвовал | -          | [ 8 ]      |
| 1990  | Высшая лига СССР | Этап 1 | 3 из 14            | 13            | 10            | 3             | 176           | 120           | 10            |            | [ 9 ]      |
| 1990  | Высшая лига СССР | Этап 2 | 3 из 6             | 15            | 7             | 8             | 156           | 161           | 7             |            | [ 9 ]      |
| 1991  | Высшая лига СССР | -      | 5 из 8             | 42            | 14            | 28            | 354           | 478           | 56            | -          | [ 10 ]     |

### Украина
| Сезон | Дивизион                        | Раунд             | Место в чемпионате | И                   | В                   | П                   | ОН                  | ОП                  | О                   | Кубок Украины  | Примечание    |
| ----- | ------------------------------- | ----------------- | ------------------ | ------------------- | ------------------- | ------------------- | ------------------- | ------------------- | ------------------- | -------------- | ------------- |
| 1987  | -                               | -                 | -                  | -                   | -                   | -                   | -                   | -                   | -                   | Финалист       | [ 11 ]        |
| 1988  | Чемпионат Украины (Высшая лига) | Зональный турнир  | 1 из 5             | 4                   | 3                   | 1                   | 64                  | 22                  | 6                   | Финалист       | [ 12 ] [ 13 ] |
| 1988  | Чемпионат Украины (Высшая лига) | Финальный турнир  | 1 из 4             | 3                   | 3                   | 0                   | 59                  | 19                  | 6                   | Финалист       | [ 12 ] [ 13 ] |
| 1988  | Чемпионат Украины (Высшая лига) | Финальный матч    | 2 из 2             | 1                   | -                   | 1                   | 2                   | 3                   | -                   | Финалист       | [ 12 ] [ 13 ] |
| 1989  | Чемпионат Украины (Высшая лига) | Зональный турнир  | 1 из 4             | 3                   | 3                   | 0                   | 25                  | 1                   | 6                   | -              | [ 14 ]        |
| 1989  | Чемпионат Украины (Высшая лига) | Финальный турнир  | 1 из 6             | 5                   | 5                   | 0                   | 57                  | 8                   | 10                  | -              | [ 14 ]        |
| 1990  | Чемпионат Украины (Высшая лига) | Финальный турнир  | 2 из 5             | 4                   | 3                   | 1                   | 82                  | 36                  | 3                   | -              | [ 15 ]        |
| 1991  | Чемпионат Украины (Высшая лига) | Финальный турнир  | 3 из 6             | 5                   | 3                   | 2                   | 46                  | 32                  | 8                   | -              | [ 16 ]        |
| 1992  | Чемпионат Украины (Высшая лига) | Регулярный турнир | 2 из 5             | 12                  | 7                   | 5                   | 112                 | 129                 | 19                  | -              | [ 17 ]        |
| 1992  | Чемпионат Украины (Высшая лига) | Финал             | 2 из 2             | 3                   | 0                   | 3                   | 30                  | 37                  | -                   | -              | [ 17 ]        |
| 1993  | Чемпионат Украины (Высшая лига) | Первый этап       | 3 из 8             | 14                  | 11                  | 3                   | 157                 | 81                  | 22                  | Групповой этап | [ 18 ] [ 19 ] |
| 1993  | Чемпионат Украины (Высшая лига) | Второй этап       | 3 из 6             | 10                  | 5                   | 5                   | 119                 | 96                  | 10                  | Групповой этап | [ 18 ] [ 19 ] |
| 1994  | Чемпионат Украины (Высшая лига) | Первый этап       | 2 из 8             | 11                  | 6                   | 1                   | 109                 | 51                  | 13                  | -              | [ 20 ]        |
| 1994  | Чемпионат Украины (Высшая лига) | Финальный этап    | 4 из 4             | 24                  | 6                   | 18                  | 200                 | 239                 | 30                  | -              | [ 20 ]        |
| 1995  | Чемпионат Украины (Высшая лига) | Регулярный турнир | 5 из 6             | снялся с чемпионата | снялся с чемпионата | снялся с чемпионата | снялся с чемпионата | снялся с чемпионата | снялся с чемпионата | 7-е место      | [ 21 ] [ 22 ] |
| 1996  | Чемпионат Украины (Высшая лига) | Первый этап       | 3 из 9             | 16                  | 11                  | 5                   | 161                 | 111                 | 27                  | -              | [ 23 ]        |
| 1996  | Чемпионат Украины (Высшая лига) | Второй этап       | 3 из 6             | 15                  | 9                   | 6                   | 111                 | 82                  | 24                  | -              | [ 23 ]        |